# IGS Walter Karbe
Die IGS „Walter Karbe“ Neustrelitz ist eine integrierte Gesamtschule in der Stadt Neustrelitz und wurde nach dem Heimatforscher Walter Karbe (1877–1956) benannt. Sie hat den Status einer Ganztagsschule.
Es erscheint eine Schülerzeitung unter dem Namen Karbe Express.
Seit 2001 werden hier, aufgrund der geringen Schülerzahlen, nur noch Schüler mit Haupt- und Realschulempfehlung unterrichtet.

## Geschichte
Im Jahr 1948 wird der Beschluss zur Einrichtung einer Schule im damaligen Flüchtlingslager gefasst. Bis zum 25. August 1948 bezogen die Bewohner der zukünftigen Schulbaracke andere Unterkünfte. Die frei gewordene Baracke wird daraufhin umgebaut. Der erste Schulunterricht beginnt am 8. September 1948.

### In der DDR
Für den Neubau von Toiletten und anderen dringenden Ausbesserungsarbeiten wurden 1954 Kosten in Höhe von 23.450 Mark verursacht. Im gleichen Jahr wurden die Pläne für einen Schulneubau fertiggestellt. Die Grundsteinlegung erfolgt jedoch erst im Jahr 1961. Doch der Neubau fällt kleiner aus, als ursprünglich geplant. Der Unterricht im neuen Schulgebäude beginnt am 2. September 1963. Am 6. Oktober erhält die Schule den Namen „Karl-Marx-Oberschule“ Neustrelitz.
Aufgrund der stark gestiegenen Schülerzahlen (insgesamt 1.200 Schüler), wurde sie 1976 organisatorisch in zwei komplett eigenständige Schulen, die aber immer noch unter einem Dach bestehen, aufgeteilt. Schon ein Jahr später bezieht die Oberschule VIII ihr neues Gebäude, das nur wenige 100 Meter entfernt errichtet wurde. Die Karl-Marx-Oberschule bleibt mit ihren Schülern im bisherigen Gebäude.

### Nach der Wende
Die Neustrelitzer Stadtverordnetenversammlung beschloss am 30. Mai 1991 die Einführung der neuen Schulstruktur entsprechend dem Schulreformgesetz des Landes Mecklenburg-Vorpommern. Aus der „Karl-Marx-Oberschule“ wurde die Integrierte Gesamtschule Neustrelitz (IGS). Die Jahrgangsstufen 1–4 gingen ab sofort auf die Grundschule im Neustrelitzer Stadtteil Kiefernheide.
Die Schule ist nun so organisiert, dass alle Schulabschlüsse (Haupt- und Realschulabschluss sowie Abitur) erworben werden können.
Im April 2000 begannen bei laufendem Schulbetrieb Bauarbeiten zur Schulsanierung. Seit November 2000 konnten die Schüler nun auch die renovierte Turnhalle nutzen (vorher Turnhalle der Realschule Kiefernheide). Sie ist ca. 400 Meter vom Schulgelände entfernt. Im Februar 2001 waren sämtliche Umbauarbeiten abgeschlossen. Die IGS „Walter Karbe“ hat nun auch eine Aula.

## Schulabschlüsse
Die unten angegebenen Abschlussbezeichnungen ergeben sich aus dem neuen Schulgesetz M-V nach § 16 Absatz 3 und 4.
Abschluss nach der 9. Jahrgangsstufe
siehe Hauptschulabschluss
- Berufsreife ohne Prüfung
- Berufsreife mit Leistungsfeststellung

Abschluss nach der 10. Jahrgangsstufe
- Mittlere Reife mit zentralen schriftlichen Abschlussprüfungen in M-V in den Hauptfächern Deutsch, Mathematik und Englisch

## Ganztagsschule
Am Dienstag, Mittwoch und Donnerstag haben interessierte Schüler die Möglichkeit, sich bis 15:20 Uhr betreuen zu lassen. Dadurch werden zusätzliche Lernmöglichkeiten geboten. Die Schüler können unter anderem an Arbeitsgemeinschaften (z. B. PC-Kurs, Musik, Sport), Hausaufgaben- und Förderstunden teilnehmen.

## „Walter Karbe“-Schulpreis
Auf Beschluss der Schulkonferenz wird seit 2003 der „Walter Karbe“-Schulpreis an Eltern, Mitarbeiter und Lehrer der Integrierten Gesamtschule vergeben.
Der Preis ist eine Ehrung in Anerkennung der schulischen Leistungen sowie des Engagements der Preisträger für die Entwicklung der IGS „Walter Karbe“ Neustrelitz.
Seit dem Beschluss wurde der Preis an 11 Personen (3 Schüler, 4 Lehrer, 3 Mitarbeiter und ein Elternvertrer) verliehen. Mit Ausnahme des Jahres 2006, wurde der Preis jedes Jahr vergeben.